# Caye Blackadore
La caye Blackadore, en anglais Blackadore Caye, en espagnol Cayo Blackadore, est une petite île du Belize, à l'ouest d'Ambergris Caye (la plus grande des îles du pays), dans l'océan Atlantique.

## Histoire
L'île a été achetée par l'acteur américain Leonardo DiCaprio en 2008 qui a l'intention de construire un hôtel et un aéroport privé sur l'île. L'acteur avait d'abord découvert l'île en vacances en 2004 tout en restant à la station ultra-luxe de Cayo Espanto.  Leonardo DiCaprio a acheté Blackadore Caye avec l'ile de Cayo Espanto à Jeff Gram pour 1,7 million de dollars. Les deux hommes ont commencé l'élaboration de plans avec la chaîne hôtelière Four Seasons Hotels and Resorts pour créer un hôtel de luxe cinq étoiles sur la base du développement durable et de la protection de l'environnement.